# Eurasburg (Alta Baviera)
Eurasburg è un comune tedesco situato nel land della Baviera, fa parte del circondario di Bad Tölz-Wolfratshausen.
Nel Duecento la famiglia dei conti di questo paese fondarono la Contea del Tirolo dando origine a un grande potentato a cavallo delle Alpi.